# Scaphiopus holbrookii
Scaphiopus holbrookii é uma espécie de anuro pertencente à família dos scaphiopodidae.

## Distribuição geográfica
Esta espécie é endêmica dos Estados Unidos, indo do sul da Nova Inglaterra ao sul dos estados dos  Grandes Lagos e ao sudeste de Missouri, do leste de Louisiana até o sul da Flórida (ausente em altitudes mais elevadas como nas cordilheiras do Apalaches).

## Habitat e ecologia
Esta espécie pode ser encontrada em áreas arenosas, de cascalho, ou solos encharcados e terrenos arborizados. Escondem-se em tocas subterrâneas quando inativos. Ovos e larvas se desenvolvem em poças temporárias formadas por fortes chuvas.

## Morfologia e fisiologia
As glândulas parótidas são distintas. Não há saliência entre os olhos. No dorso desta espécie existem duas linhas amarelados, que começam em cada olho, e terminam abaixo da parte traseira. A formação das duas linhas podem assemelhar-se a uma ampulheta distorcida. A maioria das espécies exibem uma linha clara adicional em cada lado do corpo. A cor predominante do sapo é um pastel marrom, embora tenha havido casos de espécies que são uniformemente preto ou cinza.